# Shiera Sanders Hall
Shiera Sanders-Hall è un personaggio dei fumetti statunitensi creato da Gardner Fox (testi) e Dennis Neville (disegni), pubblicato dalla DC Comics. La sua prima apparizione avviene in Flash Comics (Vol. 1) n. 1 (gennaio 1940).
Prima eroina a vestire i panni di Hawkgirl, Shiera Sanders è la reincarnazione della principessa Chay-Ara, assassinata insieme all'amato principe Khufu dal geloso sacerdote Hath-Set nell'antico Egitto e condannata ad un eterno ciclo di morti e rinascite al fianco del compagno che, negli anni '40, torna in vita nei panni di Carter Hall (Hawkman) di cui diventa fidanzata e poi moglie, nonché assistente e membro della Justice Society of America.

## Storia editoriale
Il personaggio ha esordito insieme a Hawkman sul primo numero di Flash Comics, in una storia scritta da Gardner Fox, disegnata da Dennis Neville e datata gennaio 1940 in cui veniva raccontato come l'archeologo Carter Hall sogni di essere un principe egizio di nome Khufu innamorato della principessa Chay-Ara e il giorno dopo conosca una donna identica a lei di, Shiera Sanders, e vesta i panni di Hawkman per salvarle la vita. In seguito, sulle pagine del numero 5 di All Star Comics (luglio 1941) Shiera veste per la prima volta i panni di Hawkgirl, con un costume realizzato ad opera di Sheldon Moldoff sulla base di quello ideato da Neville per Hawkman, iniziando poi a collaborare con la Justice Society of America.
Negli anni '60, con la Silver Age e l'introduzione del multiverso DC, viene stabilito che Shiera, la Hawkgirl Golden Age risiede su Terra-Uno, mentre la nuova Hawkgirl Silver Age Shayera Hol su Terra-Due nonostante, a differenza dell'Hawkman Golden Age - riapparso già dal numero 21 di Justice League of America (agosto 1963) -, Shiera non ricompare fino all'ottobre 1976 sul numero 62 del revival di All Star Comics, nonostante venga rivelato che i due supereroi si sono sposati fuori scena.
Sulle pagine di Infinity Inc. (1984–1988) il personaggio compare come madre di Silver Scarab, mentre torna a vestire retroattivamente i panni di Hawkgirl su All-Star Squadron (1981-1987), incentrato su una squadra di supereroi attiva durante la Seconda guerra mondiale. Successivamente alla miniserie Crisi sulle Terre infinite varie Terre del multiverso sono fuse assieme, portando le versioni Golden e Silver Age di vari supereroi, tra cui Hawkman e Hawkgirl, a coesistere finché, con lo one-shot Last Days of The Justice Society of America, tutti i supereroi JSA sono rimossi dalla continuity.
Nel 2010 Shiera viene resuscitata durante l'epilogo de La notte più profonda, salvo poi sparire nuovamente dopo Nel giorno più splendente.

## Biografia del personaggio

### Origini
Nata durante la XIX dinastia, a Tebe, Egitto, dalla regina Khea Taramka, la principessa Chay-Ara conosce e si innamora del principe Khufu Maat Kha-Tar, attirando le ire di Hath-Set, che li uccide entrambi con un pugnale realizzato nel metallo alieno Nth, dando luogo a una maledizione che condanna sia le vittime che il carnefice a rincontrarsi in un eterno ciclo di reincarnazioni. Alcuna delle esistenze vissute dalla donna nel corso dei secoli sono state:
- Lady Celia Penbrook, nobildonna della Britannia del V secolo innamorata di Silent Knight.[7]
- Kate Manser / Cinnamon, cacciatrice di taglie del Far West innamorata del cowboy Nighthawk.[8][9]
- Sheila Carr, cantante di night club del 1917 innamorata del detective Pinkerton James Wright.[10]

Rinata a fine anni '20 a New York City, Shiera Sanders cresce in una famiglia agiata e numerosa assieme a tre cugini: Hank, Nestor e Cyrill. Da adulta presta servizio come infermiera nel corso della Seconda guerra mondiale e, poco dopo aver incontrato l'archeologo Carter Hall (Khufu) viene rapita dal gerarca nazista Anton Hastor (Hath-Set) venendo prontamente salvata dall'amato nei panni di Hawkman, che le rivela poi la verità portandola a vestire a sua volta quelli della supereroina Hawkgirl diventando la sua partner nella lotta al crimine.

### Justice Society of America
Hawkman e Hawkgirl si uniscono poi alla All-Star Squadron del Presidente Franklin Roosevelt, proteggendo gli Stati Uniti dalle invasioni delle forze dell'Asse. Inoltre, mentre Hawkman si unisce alla Justice Society of America, Hawkgirl preferisce non aderirvi e aiutare il gruppo solo occasionalmente sebbene in seguito ne diventi a sua volta membro. Nel frattempo Shiera e Carter si sposano e, tempo dopo, hanno un figlio, Hector Hall. Dopo gli eventi di Crisi sulle Terre infinite i due scompaiono in un limbo col resto della Justice Society per scongiurare il Ragnarǫk e successivamente vengono fusi assieme a Katar Hol per dar vita a un nuovo Hawkman, mentre loro figlio prosegue la carriera supereroistica, sposa Hippolyta "Lyta" Trevor / Fury e, dopo essere morto in battaglia, le fa visita nel Reame dei Sogni concependo con lei un figlio, Daniel, destinato a diventare il Nuovo Sogno degli Eterni.

### Resurrezione
Lo spirito di Shiera continua invece il suo ciclo di reincarnazioni abitando il corpo di Kendra Saunders, turbolenta nipote di suo cugino Speed che ha tentato il suicidio e grazie alla sua influenza diviene la nuova Hawkgirl. Dopo gli eventi de La notte più profonda Shiera si reincarna completamente nel corpo di Kendra e si reca con Carter sull’Hawkworld per fermare Hath-Set, riuscendo nell’incarico, ma venendo polverizzata assieme al compagno dall'anello del Corpo delle Lanterne Bianche dopo aver rifiutato il suo ordine di vivere separati per non apprezzare il loro amoore più della vita stessa. Trasformati in Elementari dell'aria, contribuiscono a proteggere la foresta di Star City dall'Avatar Oscuro dopodiché Swamp Thing riesce a riportare in vita Hawkman, ma non Hawkgirl.

### Rinascita
Nell'Universo DC successivo a Rinascita, il ciclo di rinascite è iniziato con l'angelo Shrra, condannata a un eterno ciclo di reincarnazioni dalla Presenza come punizione per aver indirettamente commesso un genocidio risparmiando l'avatar del Vuoto, Ktar. Chay-Ara e Khufu sono state due vite dei due spiriti, così come gli archeologi di St. Roch Carter e Shiera Hall che negli anni '40 hanno operato come Hawkman e Hawkgirl, collaborato con la Justice Society e avuto un figlio, Hector, finché Carter è scomparso nel multiverso oscuro e Shiera è morta scindendo il suo spirito in due entità: Kendra Saunders e Shayera Hol, cosa che ha posto fine al ciclo di reincarnazioni.

## Poteri e abilità
Come per ogni versione di Hawkgirl i poteri di Shiera Sanders-Hall derivano principalmente dal metallo Nth, che le conferisce forza e resistenza sovrumane, fattore rigenerante e la capacità di volare. Tali poteri provengono da un'imbracatura con due grandi ali controllate a suo piacimento e dalla sua cintura. Inoltre dispone di sensi estremamente sviluppati, della capacità di comunicare coi volatili ed è un'abile guerriera esperta sia nel combattimento corpo a corpo che nell'uso di qualsiasi arma, oltre che un'eccellente archeologa particolarmente affine alla storia dell'antico Egitto.

## Altre versioni

### DC Comics Bombshells
Nella realtà narrativa di DC Comics Bombshells, ambientata durante la Seconda guerra mondiale, Shiera è una ragazza geniale cresciuta in orfanotrofio in Messico che combatte con un jet pack e il cui lavoro di archeologa cattura l'interesse di Hans Garber, il quale le commissiona il recupero di alcuni amuleti Zambesi per il Partito Nazista, sebbene durante l'incarico conosca e si innamori della loro regina, Mari, divenendo la meccanica del loro popolo e aiutandoli a difendersi dagli invasori. In seguito scopre di avere origini aliene e di essere stata mandata sulla Terra dai suoi genitori per avvertirne gli abitanti che il loro pianeta, Thanagar, ha intenzioni ostili.
Nel sequel Bombshells: United assume l'identità di Hawkgirl e, con la compagna Vixen, aiuta a respingere l'invasione della Terra di Apokolips.

## Altri media

### Televisione
- Nella serie televisiva Smallville Shayera Hall, interpretata da Sahar Biniaz,[54] è la moglie di Carter Hall / Hawkman, assassinata decenni prima degli eventi narrati da Icicle, nel corso della decima stagione compare in sogno al marito in presagio della sua imminente morte.
- Shiera Hall / Hawkgirl compare in Stargirl, interpretata da un'attrice non accreditata, come una dei membri della Justice Society of America assassinati dall'Injustice Society.
- In DC Super Hero Girls Shiera Sanders, doppiata da Stephanie Lemelin, è una musicista.
- Shiera Hall / Hawkgirl, doppiata da Quinta Brunson, apparen nella terza stagione di Harley Quinn.

### Videogiochi
- In Injustice: Gods Among Us Shiera Sanders-Hall / Hawkgirl, doppiata da Jennifer Hale, è un personaggio giocabile, membro della Justice League e, in una realtà alternativa, consigliera del Regime di Superman.

### Varie
- Shiera Sanders-Hall / Hawkgirl compare nel prequel a fumetti di Injustice: Gods Among Us[55]